# DC++
DC++ este un client liber cu sursă deschisă ce partajează fișiere și este folosit pentru conexiunea la rețeaua Direct Connect. 
Dc++ este un program de file sharing folosit de mii de utilizatori din România.
Dc++ permite descărcarea de programe, filme și muzică din hard discurilor utilizatorilor din diverse părți ale lumii. Accesul la aceste fișiere nu se face într-un cadru legal întotdeauna, deoarece multe din fișiere sunt protejate de legile dreptului de autor. Folosirea acestui program ridică probleme juridice, cât este de legal și unde devine ilegală partajarea de fișiere.
O parte semnificativă din utilizatorii din rețeaua Dc sunt români și ruși.

## Vezi și
- Peer-to-peer